# フレンズ (男性アイドルグループ)
フレンズは、1970年代に活躍した4人組の男性アイドルグループ。中学、高校の同級生で結成されたグループである。所属事務所はユタカプロダクション（モーニング・プロモーションから社名変更）。1972年4月25日にレコードデビューし、1975年9月15日解散。37年を経た2012年に4人全員が奇跡的に揃い再結成を果たした。 弟分グループは「レモンパイ」。

## メンバー
| メンバー                         | 本名     | プロフィール                                                                           | 愛称       |
| -------------------------------- | -------- | -------------------------------------------------------------------------------------- | ---------- |
| 水無月しげる （みなづき しげる） | 田口茂   | 1953年8月18日生まれ、神奈川県川崎市出身、O型、日本大学高等学校卒業                     | シゲル     |
| 萩健之 （はぎ たけし）           | 富島健之 | 1953年5月13日生まれ、神奈川県川崎市出身、AB型、日体荏原高等学校卒業                    | タケシ     |
| 鮎川賢 （あゆかわ けん）         | 吉野豊   | 1953年12月29日生まれ、愛知県名古屋市出身、横浜市戸塚区育ち、AB型、日本大学高等学校卒業 | ケンちゃん |
| 田宮アキラ （たみや あきら）     | 遠藤民也 | 1953年5月18日生まれ、神奈川県川崎市出身、AB型、日本大学高等学校卒業                    | アキラ     |

## 略歴

### 結成以前
水無月しげる、萩健之、田宮アキラは、川崎市立富士見中学校の同級生で、雑誌『高一時代』（旺文社）、『高一コース』（学習研究社）などの表紙モデルとして活躍。その後、水無月しげる、萩健之、鈴木かずみの3人で、アイドルグループ「ジャック・イン・ザ・ボックス」として1970年にテイチクレコードよりシングル『LOVE ROCK NO.5　c/w　ガラスのマリア』でレコードデビュー。続けて『涙の日曜日　c/w　恋のクサリ』、『卒業　c/w　僕等の夜明け』と、計3枚のシングルレコードをリリースした。

### 結成
水無月しげる、田宮アキラ、鮎川賢は、横浜市内の日本大学高校にて出会う。そこに水無月しげる、田宮アキラの中学校の友人萩健之を含めた4名で、歌って踊って演奏も出来るグループを目指し結成。友人同士ということで、グループ名は文字通り「フレンズ」と命名。
1972年4月、『夢の宝島』でビクターレコードよりデビュー。 TBSテレビ『ぎんざNOW!』のレギュラー他、多数の番組でアシスタントレギュラーを務め、ワーナー・パイオニアへ移籍後は『レモンスカッシュ』、『熱いおくりもの』などの代表曲で知られる。
1975年9月15日、東京郵便貯金会館にて解散。

### 解散後
水無月しげるは、1975年、上村功、成岡康之、高木貴司の4人で「ニューフレンズ」として再結成するも、デビューには至らず、数年の模索の後、事務所にてマネージャとして辣腕を揮う。
一方、「ニューフレンズ」は水無月と入れ替わりで高木貴司の兄弟の高木智司が加入し、バンド「ロッキーズ」として1978年に『砂漠のファンタジー　c/w　夏のラブソング』レコードデビュー。続いて『ムーン・ライト・クィーン　c/w　さがしもの』（1978年）、『燃ゆる想い　c/w　ナインス・ハイ』（1979年）と、計3枚のシングルをリリースするもヒットには至らず、ユタカプロダクションの後輩である「銀蝿一家」のバックバンドとなった。
田宮アキラは、弟の遠藤将人と「アルル」を結成し、1977年4月、CBSソニーよりシングル『背中あわせ』でレコードデビュー。第8回日本歌謡大賞新人賞（日本テレビ）受賞。また、CBSソニー賞も受賞した。『ジェラシー』、『あゝ野麦峠』（1979年、東宝の同名映画の主題歌）と、計3枚のレコードをリリースした。
萩健之は、渡辺プロダクションに移籍し、バンドを組んで音楽活動を模索。その後、活動を停止し、芸能界から引退。
鮎川賢も、渡辺プロダクションに移籍し、俳優へ転向してテレビドラマ『すぐやる一家青春記』（1977年7月5日 - 10月18日TBS）、『大都会 PARTII』（「炎の土曜日」、1977年7月12日、日本テレビ）や、映画『原子力戦争』（1978年2月25日、ATG）などに出演。その後、活動を停止し、芸能界から引退。

### 再結成
2009年10月28日、フレンズのシングル曲をオクテットレコードより、復刻盤CD発売。
2009年11月4日、フレンズ復刻盤CD発売記念ライブとして、水無月しげる、田宮アキラの2人で、四谷のライブハウス「ライブインマジック」にて再結成ライブを行う。
2010年11月14日に行われた「第2回 なんちゃって!?カーニバル」から、萩健之も参加。
2012年12月2日に行われた「第5回 なんちゃって!?カーニバル」から、音信不通であった鮎川賢が奇跡的に見つかり、37年振りに4人メンバーが揃い、年に1、2回のコンサート活動を行うに到る。

## ディスコグラフィ

### シングル （ビクターレコード）
1. 夢の宝島（作詞：なかにし礼、作編曲：都倉俊一）　c/w　恋のビーチ・ボーイ（作詞：なかにし礼、作編曲：都倉俊一）　（1972年4月25日）
2. 少年よ大志を抱け（作詞：なかにし礼、作曲：石松譲二、編曲：馬飼野俊一）　c/w　俺たちに明日はない（作詞：なかにし礼、作曲：石松譲二、編曲：馬飼野俊一） （1972年）
3. 真赤なスポーツ・カー（作詞：安井かずみ、作編曲：葵まさひこ）　c/w　一人ぼっちの口笛（作詞：安井かずみ、作編曲：葵まさひこ） （1973年）

### シングル （ワーナー・パイオニアレコード）
1. レモンスカッシュ（作詞：阿久悠、作曲：井上忠夫、編曲：竜崎孝路）　c/w　ふたりの舞踏会（作詞：阿久悠、作曲：井上忠夫、編曲：竜崎孝路） （1973年10月）
2. 熱いおくりもの（作詞：阿久悠、作曲：井上忠夫、編曲：竜崎孝路）　c/w　星空のロマンス（作詞：阿久悠、作曲：井上忠夫、編曲：竜崎孝路） （1974年3月）
3. 孤独のフォーク・シンガー（作詞：阿久悠、作曲：シュキ・レヴィ、編曲：東海林修）　c/w　鷗よ急げ（作詞：阿久悠、作曲：シュキ・レヴィ、編曲：東海林修） （1974年8月）
4. 心のこり（作詞：松本隆、作曲：串田悠介、編曲：原田良一）　c/w　ふたりの朝（作詞：宮下康仁、作曲：穂口雄右、編曲：穂口雄右） （1975年3月）

### アルバム
- 素晴らしい出発 / レモンスカッシュ （1973年、ワーナー・パイオニア）

1. レモンスカッシュ （作詞：阿久悠、作曲：井上忠夫、編曲：竜崎孝路）
2. ふたりの舞踏会 （作詞：阿久悠、作曲：井上忠夫、編曲：竜崎孝路）
3. フレンズのテーマー （作詞：阿久悠、編曲：井上忠夫）
4. 亜麻色の髪の乙女 （作詞：橋本淳、作曲：すぎやまこういち、編曲：原田良一）
5. エメラルドの伝説 （作詞：なかにし礼、作曲：村井邦彦、編曲：原田良一）
6. 君をひとりじめ （作詞：阿久悠、作曲：高瀬タカシ、編曲：原田良一）
7. ジョニー・ビー・グッド （C.Berry、編曲：チト河内グループ）
8. しあわせの朝 （M.Leander-E.Seago、編曲：チト河内グループ）
9. ヴィーナス （R.V.Leeuwen、編曲：チト河内グループ）
10. 黒くぬれ （M.Jagger-K.Richard、編曲：チト河内グループ）
11. 悲しみのアンジー （M.Jagger-K.Richard、編曲：原田良一）
12. フレンズの“ホワッド・アイ・セイ （R.Charles、編曲：チト河内グループ）

- ベスト・シングル・コレクション （2009年10月28日、オクテットレコード / コミーエンタテインメント）

1. レモンスカッシュ
2. ふたりの舞踏会
3. 熱いおくりもの
4. 星空のロマンス
5. 孤独のフォーク・シンガー
6. 鷗よ急げ
7. 心のこり
8. ふたりの朝

## 出演

### テレビドラマ
- サンダーマスク　「火を吐く魔獣」 （1972年10月17日、脚本：藤川桂介、監督：田中進）

### バラエティ番組
- ぎんざNOW!
（1972年10月 - 1974年6月、17：00 - 17：30、TBS） 金曜レギュラー
（1974年7月 - 1975年9月、17：00 - 17：40、TBS） 水曜レギュラー
- ミュージック&ボウル （ボウリング番組） レギュラー
- マチャアキのシャカリキ大放送 （1973年10月 - 1974年3月（金）19：30 - 20：30、日本テレビ） レギュラー
- ヤングOH!OH! （1973年12月9日、毎日放送）
- TVジョッキー （1973年12月23日、日本テレビ）
- きんきんケロンパ歌謡曲 （1973年12月、東京12チャンネル）
- マチャアキのガンバレ9時まで!! （1974年10月 - 1975年3月（水）20：00 - 20：55、日本テレビ） レギュラー
- シャボン玉歌まね合戦スターに挑戦! （1974年、日本テレビ）
- 金曜10時!うわさのチャンネル!! （日本テレビ）
- オールスター大運動会 （フジテレビ）
- 第12回 新春かくし芸大会 （1975年1月1日、フジテレビ）
  - 黒田節　歌：水無月しげる、踊り：田宮アキラ、三味線：鮎川賢、お琴：萩健之
- ハイヌーンショー （1975年3月、フジテレビ）

### ラジオ
- 女の子だけで満員御礼（TBSラジオ）
- ヤングタウン東京（1973年12月8日、TBSラジオ）
- ハローヤングラブ（1973年12月22日、ラジオ関東）

### CM
- リコー　リコー　オートハーフ （キャッチコピー：プッチーな、プッチーな、カメラです。）

### ステージ
- 「 '72 嵐を呼ぶ若い仲間達 騎士にしきのあきらショー　」（日本劇場1972年6月10日-16日）[2]
  - 出演者：にしきのあきら、本郷直樹、青山一也、フレンズ、クウフィー、久我ひさ子、久保義明、玉置宏、田中栄二とニューセッション、コールアカシヤ、日劇ダンシングチーム、日劇オーケストラ、指揮：多忠修
- 「ぎんざNOW!スペシャル・ロック・プレゼント・ショウ -昭和48年心身障害者（児）などのための 第９回 昭和48年歳末チャリティショウ」 （1973年12月9日、厚生年金会館大ホール）[3]
  - 出演者：フィンガー5、キャロル、チャコとヘルス・エンジェル、フレンズ、ローズマリー、安西マリア、あおい健、
  - 司会者：せんだみつお、西島明彦、ヤッチン・チッチ
  - フレンズの楽曲：レモンスカッシュ

### 日劇ウエスタンカーニバル
- 1973年8月27-29日　「第49回日劇ウエスタンカーニバル　-第３弾 ハロー　ロックン　ロール　パーティ-」日本劇場、1973年8月27-29日[4]
  - 出演者：伊丹幸雄、ロックンロール・サーカス、ローズマリー、フィンガー5、ウイリアムテル、レモンドッグ、チャコとヘルスエンジェル、ダウン・タウン・ブギウギ・バンド+エル、フレンズ、クーフィー
  - フレンズの楽曲：真赤なスポーツ・カー、アーリィ・イン・ザ・モーニング、黒くぬれ

- 1974年4月　「第50回日劇ウエスタンカーニバル　-ヤングアイドル大集合-」日本劇場、1974年4月[5]
  - 出演者：フィンガー5、あいざき進也、チャコとヘルスエンジェル、ローズマリー、レモンドック、オギノ達也とフーリンカザン、ドゥー・T・ドール、ロックンロールサーカス、フレンズ、伊丹サチオ
  - フレンズの楽曲：燃えよドラゴン、僕はロックン・ローラー、ブラザー・ルイ、熱いおくりもの

- 1974年8月　「第51回日劇ウエスタンカーニバル　-ぎんざNOWで大集合-」日本劇場、1974年8月23-26日[6]
  - 出演者：あいざき進也、チャコとヘルスエンジェル、ローズマリー、ドゥー・T・ドール、アンデルセン、ジャネット、江川ひろし、弾ともや、フレンズ、伊丹サチオ、パワープレーヤーズ、司会：平鉄平、井原かつみ
  - フレンズの楽曲：熱いおくりもの、ロックン・ロール・ミュージック、孤独のフォーク・シンガー、朝日のあたる家

- 1975年3月　「第52回日劇ウエスタンカーニバル　-ばらとみかんとバイオリンと-」日本劇場、1975年3月[7]
  - 出演者：あいざき進也、ジャニーズジュニアスペシャル、豊川誕、井上純一、ずうとるび、フレンズ、伊丹サチオ、葵テルヨシ、リトルリーブス、ニューズ、ジャニーズ芸研グループ、レモンパイ、西村コージ、殿ユタカ、MMP、田端貞一とポイントアフター、隼ジュンとガンリーズ
  - フレンズの楽曲：嵐の女、心のこり、ジュライ・モーニング、熱いおくりもの

## 再結成後の活動
- 2009年10月28日　シングル曲を復刻盤CD発売 （オクテットレコード）
- 2009年11月4日　 復刻盤CD発売記念ライブ （水無月しげる/田宮アキラ）
- 2010年4月29日　 第1回 なんちゃって!?カーニバル （水無月しげる、田宮アキラ）
- 2010年11月14日　第2回 なんちゃって!?カーニバル （水無月しげる、田宮アキラ、萩健之）
- 2011年9月18日　 第3回 なんちゃって!?カーニバル （水無月しげる、田宮アキラ、萩健之）
- 2012年6月17日　 第4回 なんちゃって!?カーニバル （水無月しげる、田宮アキラ、萩健之）
- 2012年12月2日　 第5回 なんちゃって!?カーニバル （水無月しげる、田宮アキラ、萩健之、鮎川賢）
- 2013年6月9日　  第6回 なんちゃって!?カーニバル （水無月しげる、田宮アキラ、萩健之、鮎川賢）
- 2014年1月19日　 第7回 なんちゃって!?カーニバル （水無月しげる、田宮アキラ、萩健之、鮎川賢）
- 2015年1月18日　 第8回 なんちゃって!?カーニバル （水無月しげる、田宮アキラ、萩健之）
- 2015年10月18日　第9回 なんちゃって!?カーニバル （水無月しげる、田宮アキラ、萩健之、鮎川賢）
- 2016年11月6日　第10回なんちゃって!?カーニバル （水無月しげる、田宮アキラ、萩健之）
- 2017年10月22日　第11回 なんちゃって!?カーニバル （水無月しげる、田宮アキラ、萩健之、鮎川賢)
- 2018年10月28日　第12回なんちゃって!?カーニバル （水無月しげる、田宮アキラ、萩健之、鮎川賢）
- 2019年5月12日　フレンズ・ON・ステージ（1975年9月15日解散後、初単独：水無月しげる、田宮アキラ、萩健之、鮎川賢）
- 2019年11月3日　第13回なんちゃって!?カーニバル （水無月しげる、田宮アキラ、萩健之、鮎川賢）
- 2021年12月11日　フレンズライブIII

　新!!素晴らしい旅立ち（水無月しげる、田宮アキラ、萩健之、鮎川賢）
- 2022年5月15日　フレンズ タケシ＆アキラ バースディライブ（水無月しげる、田宮アキラ、萩健之、鮎川賢）
- 2022年12月４日　決定‼まだまだ元気だ‼フレンズLIVE VI（水無月しげる、田宮アキラ、萩健之、鮎川賢）
- 2023年7月1日　フレンズLIVE V「タケシ＆アキラ古希祝い＆シゲル退院祝い」＆ヒロも誕生日だよ（水無月しげる、田宮アキラ、萩健之、鮎川賢）
- 2025年5月25日　フレンズLIVE「持病があってもまけないライブ」（水無月しげる、田宮アキラ、萩健之、鮎川賢）